# 不沈のサム
不沈のサム（英語: Unsinkable Sam）またはオスカー（英: OskarまたはOscar）は第二次世界大戦で3度の艦船の沈没を生き抜いた船乗り猫。僅か半年の間に乗船した3隻の軍艦は全て沈没し、救助した2隻の駆逐艦も後に沈没した。

## 乗船歴

### 戦艦ビスマルク

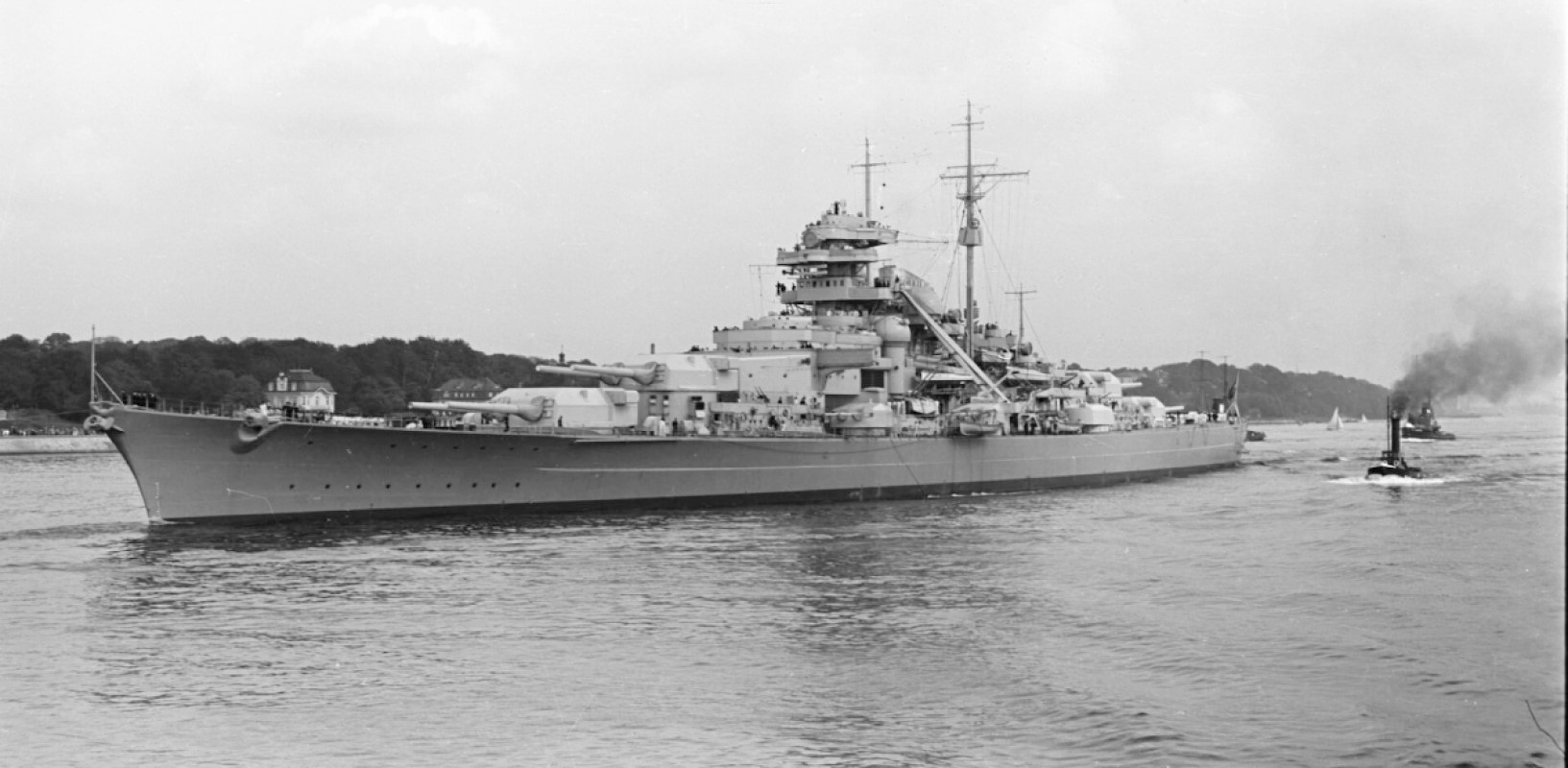
戦艦ビスマルク

この猫の最初の乗船は、ドイツ海軍の戦艦ビスマルクであった。この白黒のブチ模様の「船乗り猫」を飼っていた乗員がビスマルクの誰か不明であるが、1941年5月18日にビスマルクはライン演習作戦に参加するために出航した。ライン演習作戦はビスマルクが参加した最初で最後の作戦となった。5月24日、ビスマルクは巡洋戦艦フッドを撃沈したものの、イギリス海軍の執拗な追撃を受ける。5月26日、空母アーク・ロイヤルの雷撃機がビスマルクを攻撃し、舵と中央スクリューが破壊される。これによってビスマルクは低速での航行しかできなくなりイギリス戦艦部隊に捕捉される。5月27日、ビスマルクは激しい海戦の後に沈没したが、2200人を超える乗務員のうち救助されたのは118人に過ぎなかった。イギリス駆逐艦コサックは、沈没の数時間後に海面に漂流する木切れの上にこの猫を発見して拾いあげて救助した。この猫はコサックが救助した唯一の生存者となった。

### 駆逐艦コサック

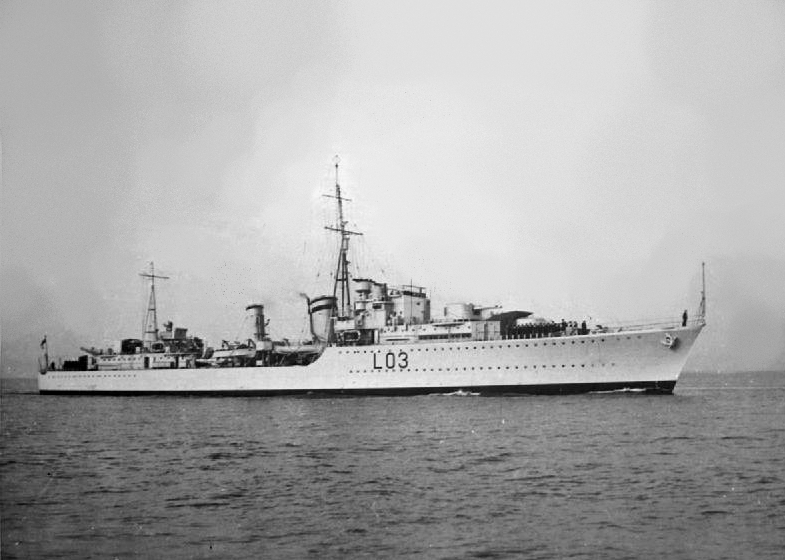
駆逐艦コサック

駆逐艦コサックの乗員はこの猫を「オスカー」と命名した。コサックは船団の護衛などの任務に忙しく、また艦内も狭かったためにオスカーは落ち着いた日々を送ることができなかった。ビスマルク沈没から5か月後、コサックは地中海と北大西洋の輸送船団の護衛する任務に就いていた。1941年10月24日、コサックはジブラルタルからイギリスに向かうHG75輸送船団を護衛中に、ドイツ潜水艦U-563の雷撃を受けた。コサックの艦首に命中した1本の魚雷によって、船体の前側1/3が吹き飛ばされ159人の乗員が死亡した。乗員は同じ船団を護衛していた駆逐艦リージョンに退避した。被雷して大きく傾斜したコサックをジブラルタル港に曳航する努力がなされたが、気象条件が悪化したために作業が中断された。曳航が中止されて1日経過した10月27日、コサックはジブラルタルの西岸近くに沈没した。オスカーはリージョンに乗ってジブラルタルの海軍基地に運ばれた。

### 空母アークロイヤル

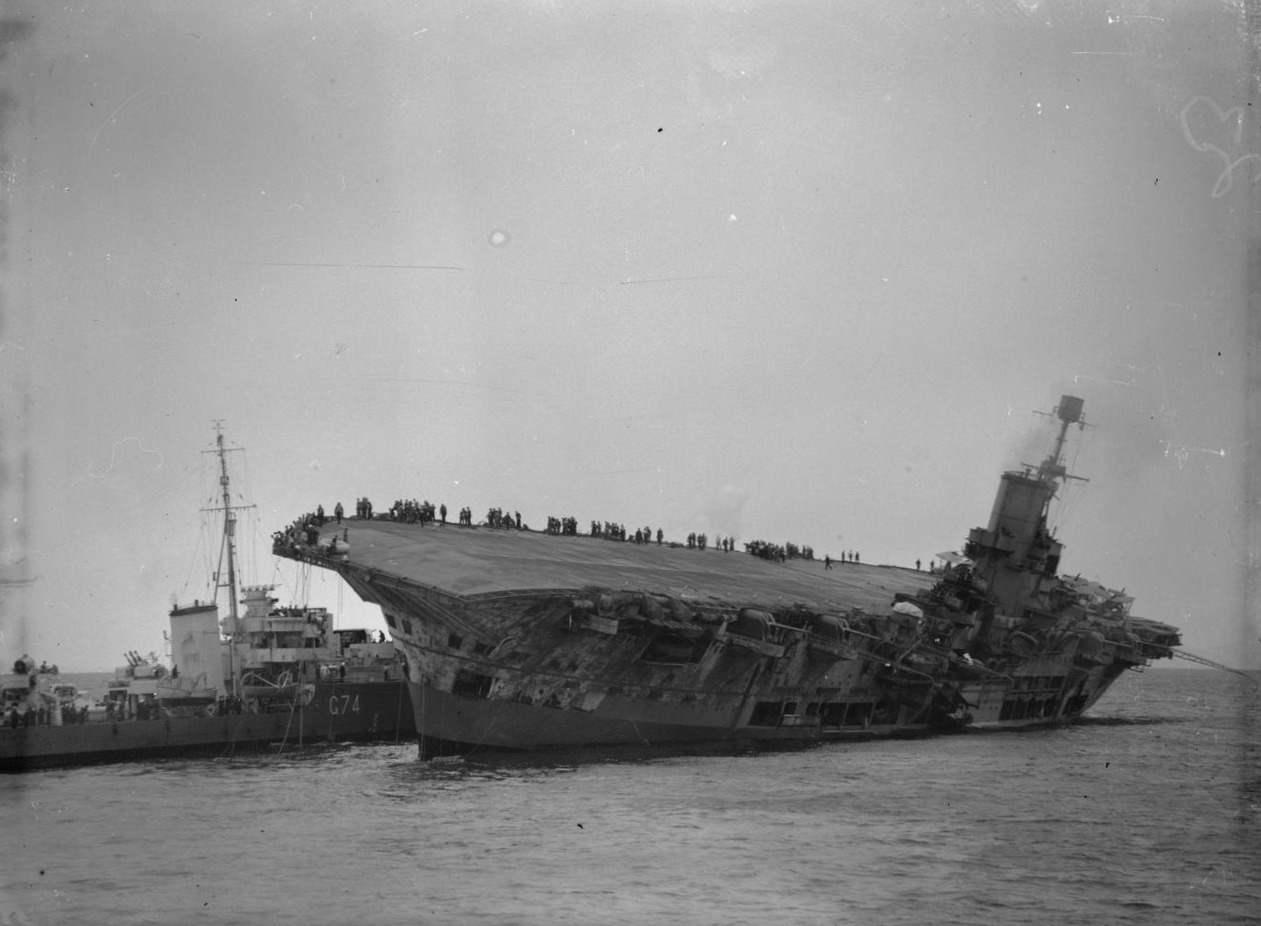
魚雷命中後の空母アークロイヤル

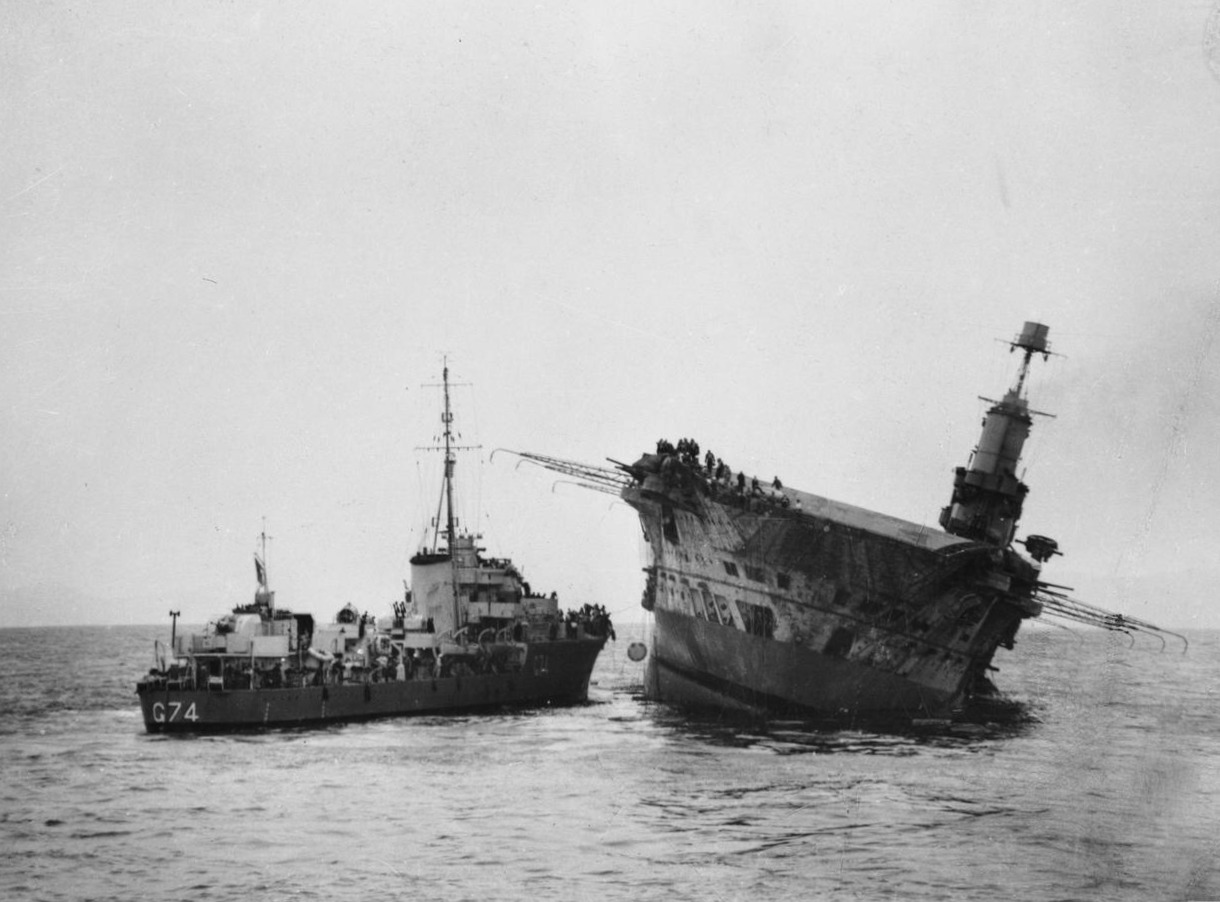
大きく傾いたアークロイヤルと、寄り添う駆逐艦リージョン

オスカーは空母アークロイヤルの乗員に紹介され、今度はアークロイヤルに乗船することになった。2回の沈没を経験し生き抜いたオスカーは、艦長によって「不沈のサム」というニックネームを付けられた（ここでいう不沈とは船が沈まないという意味ではなく、オスカー自身が海に沈まなかったという意味）。アークロイヤルは、オスカーが乗ったビスマルクに、航空機からの雷撃で致命傷を負わせた空母であった。しかし「オスカー」改め「サム」はここでも不運であった。1941年11月、空母アークロイヤルは、地中海のマルタへの戦闘機輸送の作戦（パーペテュアル作戦）に参加した。マルタからの帰路の11月13日、アークロイヤルはドイツ潜水艦U-81の攻撃を受けた。U-81は4発の魚雷を発射し、そのうち1発がアークロイヤルの右舷中央部艦橋直下に命中した。魚雷の深度は深く調整されており、アークロイヤルの右舷から艦底にかけて39.6m×9.1mの破孔が形成された。ジブラルタル港から駆け付けた曳船テムズによって曳航が試みられたが、アークロイヤルは、建造に様々な制限があったために重心が高く元々不安定であり、また被雷後の応急処置にも様々な不手際があったため大きく傾斜し、翌日の午前4時に乗員は全員退避した。この攻撃での死者は、魚雷命中の衝撃によって甲板上の雷撃機が海面に落下して亡くなった操縦員1名だけであった。11月14日午前6時頃より急激に傾斜が増したために曳航も中止された。曳航が中止されて間もなく、アークロイヤルはジブラルタルの沖30マイルで転覆して沈没した。「サム」は、内火艇の破片にしがみ付いて漂流しているところを発見された。発見時は「不機嫌だが全く負傷していない状態(angry but quite unharmed)」と報告されている。「サム」がしがみ付いていたのは水上機の翼の破片だったという証言もある。アークロイヤルの乗員とサムは駆逐艦ライトニングと駆逐艦リージョンに救助された。なお「サム」を救助したこの2隻の軍艦もその後に沈没して失われた。駆逐艦リージョンは、4か月後の1942年3月に沈没。駆逐艦ライトニングも1943年3月に沈没し、サムに関わった艦船5隻が沈んだ。

## 余生
アークロイヤルから救助されたサムは、駆逐艦でジブラルタルの提督の事務所に運ばれた。僅か半年間の間にサムが乗船した船が3隻も沈んだことより、迷信深い水兵たちは二度とサムを乗船させないと誓ったとされる。その後サムはイギリス本土に移され、余生をベルファストにある「Home for Sailors」と呼ばれる船員の宿舎で過ごした。1955年に死去。
ロンドン近郊のグリニッジにある国立海事博物館には、ジョージナ・ショー＝ベイカーが描いた「Oscar、Bismarck's Cat」という題名のサムの肖像画が残されている。

## 異論
「不沈のサム」は実話ではなくフィクションではないかという指摘もある。その根拠として「オスカーあるいはサム」とされる猫の写真は2種類存在することが挙げられている。また戦艦ビスマルクが沈没したときの海域の状況は非常に過酷であった。Uボートによる攻撃の可能性もあったためにイギリス艦艇は停止せずに救助をおこなったため、ビスマルクの乗員の殆どが溺死している。ビスマルク沈没の詳細について出版したルドヴィック・ケネディの本にも、この猫について言及がない。

## 船乗り猫について
船には、ネズミの駆除のために猫を飼うことが古代より行われてきた。ネズミは帆やロープを齧ってしまう他、積み荷や食料にも被害を与えた。また船のネズミはペストの媒介者としても知られた。技術が進歩した近代においても電線を齧ってショートや断線させる犯人とされた。また猫は荒天を遠ざけるといった迷信もあった。こういった理由により第二次世界大戦でも様々な有名な「船乗り猫（Ship's cat）」が誕生している。ただし、イギリス海軍は1975年に猫を含む全てのペットの持ち込みを禁止した。